# ボルダー・メディア

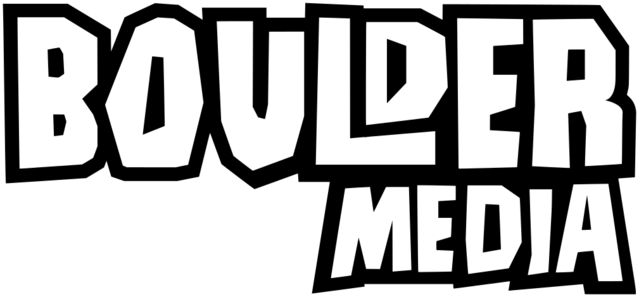
ロゴ

ボルダー・メディア（Boulder Media）は、アイルランドのアニメーションスタジオ。オーストラリアのメディア会社プリンセスピクチヤーズの子会社。2000年にロバート・カレンによって設立。
2022年11月1日、ハズブロはボルダー・メディアをオーストラリアのメディア会社プリンセスピクチヤーズに売却し、大人向けアニメシリーズの『Smiling Friends』、『YOLO: Crystal Fantasy』、『Koala Man』をベントボックスエンターテインメントの合弁会社であるプリンセスベントで制作した。

## 作品一覧

### アニメーション
- フォスターズ・ホーム
- おかしなガムボール（シーズン1のみ）
- なんだかんだワンダー（シーズン2のみ）
- 学園NINJAランディ
- デンジャーマウス
- ゴー、ジェッターズ
- トランスフォーマー サイバーバース
- DCスーパーヒーロー・ガールズ
- マイリトルポニー: ポニーライフ

### 映画
- マイリトルポニー〜虹の終わりの町〜
- マイリトルポニー: 新しい世界